# Книжный червь (картина)
«Книжный червь» (нем. Der Bücherwurm) — картина немецкого художника и поэта Карла Шпицвега, написанная в 1850 году.
Это полотно представляет собой типичный образец бидермейера, в котором отражены интроспективные и консервативные настроения, распространённые в Европе между Наполеоновскими войнами и Революциями 1848—1849 годов. Шпицвег не просто передаёт эти настроения, но и посмеивается над ними, воплотив их в виде старого библиофила, которому нет дела до мира за пределами его библиотеки.

## История
Карл Шпицвег нарисовал три варианта этого произведения. Первый, нарисованный около 1850 года, был продан в Вене Игнацу Куранде в 1852 году и сейчас принадлежит коллекции музея Георга Шефера в Швайнфурте. Образец тех же размеров был написан Шпицвегом годом позже и отправлен на продажу своему нью-йоркскому арт-дилеру Шаусу. Этот экземпляр попал в коллекцию произведений искусства Рене Шляйница, был завещан Публичной библиотеке Милуоки и размещен в их Центральной библиотеке (Милуоки, Висконсин). В декабре 2014 года картина была передана в постоянную аренду Музею Громана в Инженерной школе Милуоки.